# Kohlwesa

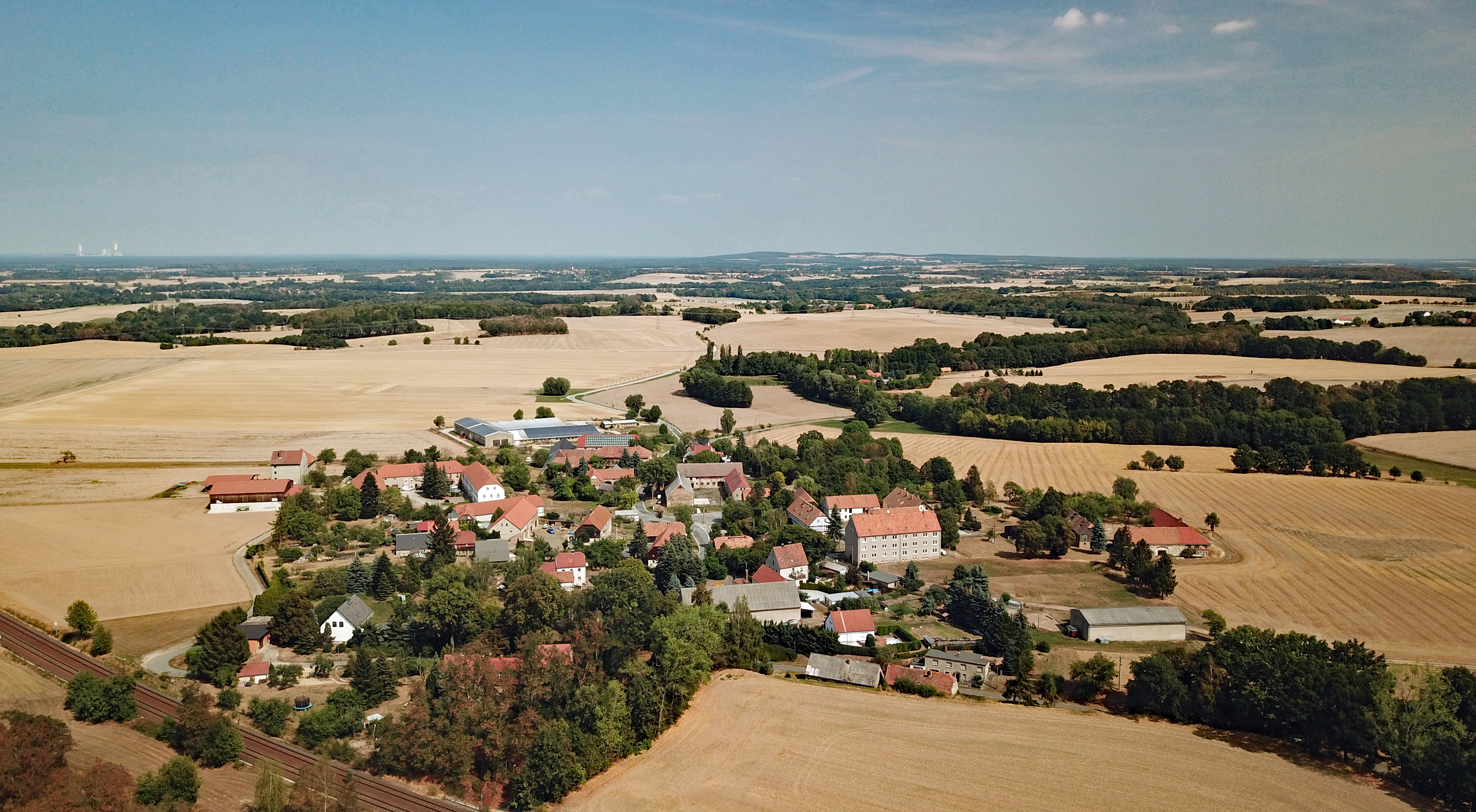
Luftbild

Kohlwesa, obersorbisch Kołwazⓘ, ist ein Dorf im Osten des sächsischen Landkreises Bautzen, das zur Gemeinde Hochkirch gehört. Es zählt zum offiziellen sorbischen Siedlungsgebiet in der Oberlausitz.

## Geografie

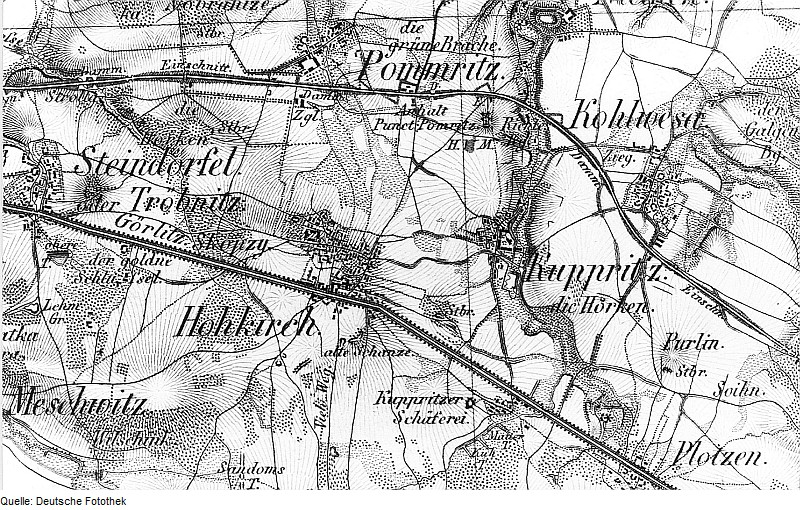
Topographische Karte von 1844

Nach der Siedlungsanlage ist Kohlwesa ein Runddorf, es grenzt an die Dörfer Kuppritz im Westen, Niethen im Norden, Zschorna im Osten, Breitendorf im Südosten und Plotzen im Süden.

## Geschichte
1377 wurde der Ort als Colwaz erwähnt, später dann Kolewachs (1399), Kolewass (1437) oder Cohlwese bzw. Kollwäse (1640). Im 18. Jahrhundert setzt sich dann der heutige Name durch. Zwar war der Ort von den Rittergütern der benachbarten Dörfer abhängig, dennoch setzte sich ein relativ eigenständiger Bauernstand durch.
Die Lage am Kotitzer Wasser ermöglichte auch einst zwei Mühlen ihre Arbeit.

## Bevölkerung
Für seine Statistik über die sorbische Bevölkerung in der Oberlausitz ermittelte Arnošt Muka in den achtziger Jahren des 19. Jahrhunderts eine Bevölkerungszahl von 233, darunter 210 Sorben (90 %) und 23 Deutsche. Ernst Tschernik zählte in der Gemeinde Kohlwesa 1956 noch einen sorbischsprachigen Anteil von nur noch 31,4 % der Bevölkerung. Seitdem ist der Gebrauch des Sorbischen im Ort weiter stark zurückgegangen.
Zum Ende des 19. und Anfang des 20. Jahrhunderts betrug die Einwohnerzahl um die 200 Einwohner. Nach dem Zweiten Weltkrieg stieg die Zahl durch die Aufnahme von Flüchtlingen und Vertriebenen zeitweise auf 254 an, ging seit dem aber wieder zurück und beträgt seit 2000 rund 120, seit 2009 rund 110 Einwohner.
Der größte Teil der gläubigen Bevölkerung ist evangelisch-lutherisch. Der Ort ist nach Hochkirch gepfarrt.

## Persönlichkeiten
- Johann oder Jan Kmoch wurde 1812 in Kohlwesa geboren und wuchs in Zschorna auf. Er war zwischen 1840 und 1870 wohl der bedeutendste Hochzeitsbitter (obersorbisch Braška) um Bautzen und begleitete etwa 2000 Hochzeiten. Er schrieb zahlreiche Hochzeitsansprachen auf, die so erhalten geblieben sind. Er starb 1881 in Quatitz.[3]